# Céline Renooz

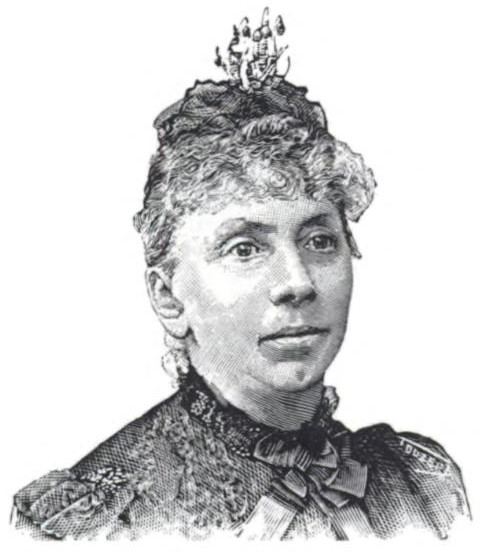
Céline Renooz in: Henry Carnoy, Dictionnaire biographique international des écrivains, S. 245, 1909

Céline Renooz, geboren als Céline Fanny Clémence Renoz (* 7. Januar 1840 in Lüttich; † 22. Februar 1928 im 16. Arrondissement in Paris), war eine belgische Feministin, die für ihre Arbeiten über Evolution, Épistémologie und Geschichtsschreibung bekannt ist.
In einer Reihe von Büchern, Vorträgen und Artikeln trat sie für die Abschaffung patriarchaler Strukturen ein. Ihre Philosophie skizziert eine alternative, nicht von der männlichen Sichtweise dominierte Sicht auf die Wissenschaft. Sie propagiert das Matriarchat als ideales Gesellschaftssystem. In ihren späteren Arbeiten wendet sie den neosophistischen Ansatz auf die Geschichtsschreibung an, kritisiert männerzentrierte soziale Erzählungen und schlägt eine neue feministische Interpretation historischer Ereignisse vor. Die Ideen von Céline Renooz waren den meisten ihrer Zeitgenossen, selbst Feministinnen, oft zu radikal. Ihre Versuche, die wissenschaftliche Methode zu reformieren, werden von den wenigen Wissenschaftlerinnen ihrer Zeit nicht unterstützt. Ihre Arbeiten wurden weitgehend ignoriert.

## Leben
Céline Renooz’ Mutter stammte aus Paris und ihr Vater, Emmanuel-Nicolas Renoz (der es vorzog, seinen Nachnamen verkürzt zu schreiben), war Notar und spielte eine wichtige Rolle in der belgischen Revolution von 1830. Seine liberalen Ansichten übten einen erheblichen Einfluss auf seine Tochter aus. Seine politischen Ansichten führten dazu, dass er sich gegen die katholische Kirche stellte, die ihm nach seinem Tod im Jahr 1856 ein kirchliches Begräbnis verweigerte, was zu Spannungen zwischen Katholiken und Liberalen führte. Als er starb, ging seine Bibliothek nicht an Céline, sondern an ihren Bruder Ernest, der sie mit der Begründung für sich beanspruchte, dass „es die Verantwortung des Mannes sei, Bücher für seine Familie bereitzustellen“.
Renooz’ Schulbildung beschränkte sich auf die einfachen Lektionen, die im 19. Jahrhundert für Frauen bestimmt waren. Im Jahr 1859 heiratete sie den spanischen Studenten Ángel Muro Goiri. Muro war der Sohn eines Bankiers, studierte Ingenieurwesen und war für seine politischen Aktivitäten bekannt. Nach der Hochzeit zog das Paar nach Spanien und bekam mehrere Kinder.  Die Ehe war unglücklich und Renooz verließ 1875 ihren Mann und zog mit den Kindern nach Paris. Muro wurde Journalist und schrieb für französische und spanische Zeitungen, aber am bekanntesten ist er als Autor eines erfolgreichen spanischen Buches über Gastronomie: El Practicón. Der Blick auf die Welt von Céline Renooz wurde von ihrer unglücklichen Eheerfahrung geprägt, die sie als „traurige Lehre“ ansah, durch die sie die „Wurzeln des Bösen“ entdeckt habe.
Nach ihrer Trennung begann Renooz eine produktive Karriere als Journalistin, Autorin und Rednerin. Sie veröffentlichte polemische Artikel und mehr als ein Dutzend Bücher zu sozialen und wissenschaftlichen Themen. Ihr Werk war geprägt von einem tiefen Interesse an Evolution und Anthropologie, einer antiklerikalen Haltung und einem kämpferischen Eifer für die Bedeutung der Mutterschaft. Sie argumentierte, dass die Frau einen höheren sozialen Status als der Mann haben sollte, und erhob das Matriarchat zum gesellschaftlichen Ideal. In ihren philosophischen Schriften fasste sie die Ideen verschiedener zeitgenössischer kritischer Denker wie Patrick Geddes, John Arthur Thomson und Johann Jakob Bachofen zusammen und passte sie an eine alternative Sicht der Wissenschaft und der Geschichte an, die die Frau in den Mittelpunkt stellt und der sie den Namen „Science Nouvelle“ (Neue Wissenschaft) gab.
Das erste Buch von Renooz, L’Origine des animaux (1883), wurde als Antwort auf Charles Darwins On the Origin of Species geschrieben, dessen Übersetzung L'Origine des espèces 1862 von Clémence Royer veröffentlicht worden war. Renooz kritisierte darin die Wissenschaftlichkeit von Darwins Theorie und schlägt vor, die Evolutionstheorie auf die Embryologie zu stützen. Sie kam zu dem Schluss, dass die Vorfahren des Menschen aus dem Pflanzenreich stammen, insbesondere aus der Familie der Bohnen, eine Sichtweise, die möglicherweise von Ernst Haeckels zusammenfassender Theorie beeinflusst wurde. Sie lehnte die Idee der natürlichen Selektion für Menschen ab und betont ihren inhärent kooperativen Charakter, den auch die Pflanzenwelt habe, und nicht den kompetitiven Charakter des Tierreichs. Sie argumentiert, dass ihre pflanzliche Theorie des menschlichen Ursprungs nicht das Ergebnis von Forschung, sondern einer Intuition sei, die ihr gekommen sei, als sie die Bibliothèque nationale de France verließ, wo sie das Werk De l'homme von Claude Adrien Helvétius gelesen hätte. Später schrieb sie ihre Erkenntnisse wiederholt dieser intuitiven Kraft zu.
Die Ideen von Céline Renooz wurden von der wissenschaftlichen Gemeinschaft mit Ablehnung und Spott aufgenommen. Ihr Verleger Baillière widerrief öffentlich und behauptete, das Buch vor der Veröffentlichung nicht gelesen zu haben. Im Jahr 1887 lernte sie den Anatomen und Histologen Mathias-Marie Duval kennen, der sie schlicht für geistesgestört erklärte. Diese Begegnung blieb für sie ein Trauma, und sie schrieb Jahre später in ihren Memoiren, dass Duval die Figur des Antichristen im Kampf gegen Frauen und einen „Vandalen der Wissenschaft“ verkörpere. Angesichts der Kritik begann sie, überall Feinde zu sehen und litt unter Symptomen, die an Paranoia grenzten.
1887 wurde sie von Edmond Hébert, dem Dekan der Faculté des sciences de Paris, eingeladen, an der Sorbonne einen Vortrag über ihre Theorie zu halten, der jedoch nicht besser aufgenommen wurde als ihr Buch.
1888 gründete Renooz die Zeitschrift La Revue scientifique des femmes, deren Ziel es war, die wissenschaftliche Methoden aus einer feministischen Perspektive zu überprüfen. Ihre Hoffnung war es, eine „wahre Wissenschaft“ entstehen zu lassen, die auf Intuition beruht und frei von patriarchalischen Voreingenommenheiten ist. Im Leitartikel der ersten Ausgabe erklärte sie, dass es die Aufgabe der Frau sei, mit ihrer Intuition die verlorenen Werte des intellektuellen Lebens, der Moral, des Glaubens an die höchste Wahrheit und der Begeisterung für große heilige Anliegen zu regenerieren.
Die Revue beschrieb die Errungenschaften weiblicher Ärzte und Wissenschaftler und enthielt lange Auszüge aus La Nouvelle Science, einer dreibändigen Abhandlung, an der sie gerade arbeitete. Sie nutzte die Revue auch, um die schlechte Behandlung von Frauen in bestimmten Einrichtungen anzuprangern, insbesondere den Widerstand von Jean-Martin Charcot gegen die Förderung von Frauen in der Medizin. Obwohl die Revue eine kleine Gruppe von begeisterten Beiträgerinnen, darunter die Ärztin Caroline Schultze, versammelte, ging sie bankrott und musste nach einem Jahr eingestellt werden.
Die drei Bände von La Nouvelle Science wurden 1890 veröffentlicht. Im ersten Band La Force wird ein neuer Rahmen für das Verständnis der Physik entworfen, wobei der Sternentwicklung und der Entstehung von Kohlenstoff besondere Aufmerksamkeit gewidmet wird. Sauerstoff wird als die wichtigste physische und geistige Kraft im Universum beschrieben, die mit ihrem bösen Feind, dem Stickstoff, verbunden ist. Andere physikalische Kräfte werden als „Göttinnen“ bezeichnet. Der zweite und dritte Band tragen die Titel Le Principe générateur de la Vie und L'Évolution de l'Homme et des Animaux. Zusammen bilden sie die umfassendste Darstellung der Mission, die Renooz sich gesetzt hatte, um die konventionellen wissenschaftlichen Erkenntnisse durch eine neue Épistémologie zu ersetzen, die sie „Neosophismus“ nannte.
Im Jahr 1892, als die Société de physiologie ihre zweite Jahreskonferenz in ihrem Heimatort Lüttich abhalten sollte, nahm Renooz Kontakt mit dem Veranstalter auf, um ihre Evolutionstheorie zu erläutern. Als einzige Frau unter den mehr als zweihundert Teilnehmern wurde sie wohlwollend aufgenommen. Man bat sie um einen Artikel für L'Indépendance belge. Im folgenden Jahr, 1893, kehrte sie nach Belgien zurück und hielt in Brüssel zwei Vorträge über die Evolution und die vergleichende Physiologie von Mann und Frau.
1897 schrieb Renooz einen Leserbrief, der in Le Matin veröffentlicht und kontrovers diskutiert wurde. Im Anschluss an die Gasballonexpedition von Salomon August Andrée führte sie das Scheitern der Messung der Polarwinde auf die in La Nouvelle Science entwickelte Sauerstofftheorie zurück. Der Geograph Élisée Reclus widerlegte ihre Theorie.
Sie vertrat auch die These, dass Schüchternheit von dem Unbehagen der Männer gegenüber ihrem Körper herrührt; in der Auffassung, dass Frauen von Natur aus eher dazu neigen, Nacktheit und Stolz auf ihren eigenen Körper als äußeres Zeichen ihrer supériorité morale zu beanspruchen.
Als Dreyfusarde sah Renooz in Alfred Dreyfus einen Seelenverwandten und wie sie selbst als ein Opfer einer ungerechten Gesellschaft.
Zwischen 1890 und 1913 arbeitete sie an ihrer Autobiografie Prédestinée: l'autobiographie de la femme cachée, die jedoch nie fertiggestellt oder veröffentlicht wurde. 1897 gründete sie die Société Néosophique, um Geld für die Veröffentlichung ihrer Arbeit zu sammeln.
Nach der Gründung der Société Néosophique organisierte Renooz einen Kurs über die Geschichte der Frauen, den sie in ihrer Wohnung gegen einen Beitrag von 12 Francs pro Semester abhielt. Darin entwickelte sie einen feministischen historiographischen Ansatz, der die Bedeutung der Rolle der Frau in der Geschichte betont und ein hypothetisches goldenes Zeitalter des Matriarchats, die Gründung von Religionen, Hexerei und Hexenverfolgung, den Frauenstreit in der Neuzeit und die Stellung der Frau in der zeitgenössischen Gesellschaft behandelt. Die Vorlesungen bildeten die Grundlage für die sechs Bände des Buches L'Ère nouvelle, das bei ihrem Tod teilweise und später posthum veröffentlicht wurde.
Während des Ersten Weltkriegs gründete sie die Action des femmes, eine Vereinigung von Suffragetten, die Ideen vertrat, die von großem Misstrauen gegenüber Männern geprägt waren: Vorrang des mütterlichen Rechts über die Kinder, Schaffung einer zweiten Abgeordnetenkammer, die ausschließlich aus Frauen bestand, und eines Obersten Gerichtshofs der Mütter. 1917 schlug sie in Paix glorieuse vor, dass das Eingreifen von Frauen den Frieden herbeiführen könnte.
Renooz lebte mit ihren Töchtern in Paris in relativer Armut und starb dort 1928. Ihre Asche wurde im Kolumbarium des Cimetière du Père-Lachaise beigesetzt.
Zu Lebzeiten zogen die Ideen von Céline Renooz einige Anhänger an, wurden aber von Feministinnen mit einer solideren wissenschaftlichen Ausbildung wie Madeleine Pelletier, die sie dennoch als Verbündete für die Sache der Frauen betrachtete, weitgehend abgelehnt. Renooz' Werk geriet in Vergessenheit und fand erst gegen Ende des zwanzigsten Jahrhunderts wieder Beachtung.

## Werke
- L'origine des animaux, histoire du développement primitif : nouvelle théorie de l'évolution, réfutant par l'anatomie celle de M. Darwin. J.-B. Baillière, Paris 1883 (bnf.fr).
- La nouvelle science (3 Bände). Eigenverlag, Administration de la Nouvelle Science, Paris 1890.
- Psychologie comparée de l'homme et de la femme. Eigenverlag, Passy-Paris 1897 (bnf.fr).
- La Science et l'empirisme. Bibliothèque de la Nouvelle Encyclopédie, Paris 1897 (bnf.fr).
- La Paix glorieuse, nécessité due l'intervention féminine pour assurer la paix future. Publications néogothiques, Paris 1917 (bnf.fr).
- Le Monde primitif (= L'Ère de la vérité. Band 1). Marcel Giard, Paris 1921 (bnf.fr).
- Le Monde ancien (= L'Ère de la vérité. Band 2). Marcel Giard, Paris 1924 (bnf.fr).
- Le Monde israélite (= L'Ère de la vérité. Band 3). Marcel Giard, Paris 1925 (bnf.fr).
- Le Monde celtique (= L'Ère de la Vérité. Band 4). Marcele Giard, Paris 1926 (bnf.fr).
- Le Monde chrétien: johanisme et paulinisme (= L'Ère de la vérité. Band 5). Marcel Giard, Paris 1927 (bnf.fr).
- Le Monde moderne, la terreur religieuse (= L'Ère de la vérité. Band 6). Marcel Giard, Paris 1933 (bnf.fr).
- La Loi des sexes devant la science et la morale. [Paris] 1927 (bnf.fr).